# Comunidade Intermunicipal do Médio Tejo

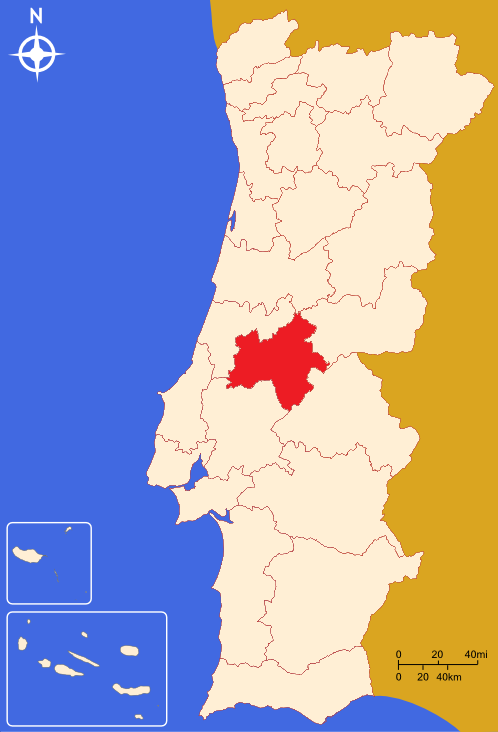
Comunidade Intermunicipal do Médio Tejo (pré-2022)

A Comunidade Intermunicipal do Médio Tejo, também designada por CIM Médio Tejo, é uma comunidade intermunicipal (CIM) de Portugal. É composta por 11 municípios. A área geográfica corresponde à NUTS III do Médio Tejo.
Desde 23 de dezembro de 2022, os municípios da Sertã e de Vila de Rei deixaram a Comunidade Intermunicipal do Médio Tejo para se juntarem à Comunidade Intermunicipal da Beira Baixa.

## Municípios
| Município              | Área (em km²) | População (censo de 2011) |
| ---------------------- | ------------- | ------------------------- |
| Abrantes               | 714,7         | 39.325                    |
| Alcanena               | 127,3         | 13.868                    |
| Constância             | 80,4          | 4.056                     |
| Entroncamento          | 13,7          | 20.206                    |
| Ferreira do Zêzere     | 190,4         | 8.619                     |
| Mação                  | 400           | 7.338                     |
| Ourém                  | 416,6         | 45.932                    |
| Sardoal                | 92,1          | 3.939                     |
| Tomar                  | 351,2         | 40.677                    |
| Torres Novas           | 270           | 36.717                    |
| Vila Nova da Barquinha | 49,5          | 7.322                     |
| Total                  | 2705,9        | 227.999                   |